# Christian Tabó
Christian Alejandro Tabó Hornos, noto semplicemente come Christian Tabó (Montevideo, 23 novembre 1993), è un calciatore uruguaiano, centrocampista del Rampla Juniors.

## Caratteristiche tecniche
È un esterno sinistro.

## Carriera
Cresciuto nel settore giovanile del Racing Montevideo, ha esordito in prima squadra il 12 maggio 2012 disputando l'incontro di Primera División Profesional perso 1-0 contro il Bella Vista.

## Palmarès

### Club

#### Competizioni nazionali
- Supercopa de la Liga MX: 1

Cruz Azul: 2022